# Liste der Museen in Niedersachsen
In Niedersachsen gibt es über 670 unterschiedliche Museen und Heimatstuben, die kulturhistorische Zeugnisse und Kunst aller Epochen sammeln und ausstellen. Über 50 % dieser Museen wurden nach 1965 gegründet.
Die meisten Museen in Niedersachsen befinden sich in der Trägerschaft von Kommunen, Landkreisen oder in privater Trägerschaft von Vereinen. Viele von ihnen werden ehrenamtlich geleitet, einige vom Land Niedersachsen institutionell gefördert. Über 50 % der Museen gehören in die Kategorie „Heimatmuseen und Heimatstuben“.
6.397.139 Besucher haben 2013 517 der Museen besucht. 306 Volkskunde- und Heimatmuseen dominieren dabei die Museumslandschaft. Hinzu kommen 38 Einrichtungen in der bildenden Kunst (6,1 %), 37 archäologische Sammlungen, 34 Naturkunde-, drei Sammel- und 25 Freilichtmuseen. 2013 waren 220 Häuser (36,8 %) mit rund 3 Mio. Besuchern in der Hand von Land oder Kommunen, deutlich weniger als in anderen Flächenländern.

## A
- Achim (Weser), Landkreis Verden
  - Galerie des Kunstvereins Achim
- Adelebsen
  - Steinarbeitermuseum[4]
- Agathenburg, Landkreis Stade
  - Museum Schloss Agathenburg
- Alfeld, Landkreis Hildesheim
  - Fagus-Gropius-Ausstellung
  - Hirschberger Heimatstuben
  - Museum der Stadt Alfeld
  - Schnarchmuseum
  - Tiermuseum
  - Heimatstube Brunkensen
- Algermissen, Landkreis Hildesheim
  - Heimatmuseum Algermissen
- Altenau, Landkreis Goslar
  - Heimatstube Altenau
  - Nationalparkhaus Torfhaus
- Amelinghausen, Landkreis Lüneburg
  - Museum Amelinghausen
- Apen, Landkreis Ammerland
  - Schinken-Museum
- Asendorf, Landkreis Diepholz
  - Automobilmuseum Asendorf
- Auetal, Landkreis Schaumburg
  - Heimatmuseum Auetal
- Aurich, Landkreis Aurich
  - Historisches Museum Aurich
  - Kunstverein Aurich e. V.
  - Mühlenfachmuseum Stiftsmühle
  - Inselkammer Baltrum
  - Museum Altes Zollhaus (Baltrum)
  - Ostfriesisches Landwirtschaftsmuseum

## B
- Bad Bederkesa, Landkreis Cuxhaven
  - Museum Burg Bederkesa
  - Museumsbahn Bremerhaven-Bederkesa
  - Museum des Handwerks
- Bad Bentheim, Landkreis Grafschaft Bentheim
  - Briefmarken- und Brasilienmuseum in Bardel
  - Friedrich-Hartmann-Museum in Gildehaus
  - Geologisches Freilichtmuseum in Gildehaus
  - Haus Westerhoff
  - Heimatmuseum in der Katharinenkirche
  - Kreismuseum Grafschaft Bentheim
  - Museum für Radio- und Funktechnik
  - Otto-Pankok-Museum in Gildehaus
  - Sandsteinmuseum
  - Schlossmuseum Burg Bentheim
- Bad Bevensen, Landkreis Uelzen
  - Kloster Medingen
  - Schliekau-Museum
- Bad Bodenteich, Landkreis Uelzen
  - Burgmuseum Bad Bodenteich
- Bad Eilsen, Landkreis Schaumburg
  - Dampfeisenbahn Weserbergland
  - Heimatmuseum Bad Eilsen
- Bad Fallingbostel, Landkreis Heidekreis
  - Hof der Heidmark
- Bad Gandersheim, Landkreis Northeim
  - Museum der Stadt Bad Gandersheim
  - Portal zur Geschichte
- Bad Grund, Landkreis Göttingen
  - Bergbaumuseum Erzbergwerk Grund
  - Museum am Berg, Museum im Berg (Iberger Tropfsteinhöhle)
  - Uhrenmuseum Bad Grund
- Bad Harzburg, Landkreis Goslar
  - Gründerzeitmuseum Villa Charlotte[5]
  - Haus der Natur mit dem Luchs-Info Harz
  - Napoleon-Museum Bad Harzburg
  - Rathausgalerie
  - Museum in der Remise[6]
- Bad Iburg, Landkreis Osnabrück
  - Uhrenmuseum Bad Iburg
  - Schlossmuseum mit Münzkabinett
  - Averbecks Speicher im Stadtteil Glane
- Bad Laer, Landkreis Osnabrück
  - Heimatmuseum Bad Laer
- Bad Lauterberg, Landkreis Göttingen
  - Deutsches Diabetes Museum
  - Heimatmuseum Bad Lauterberg
  - Museumsbergwerk und Historischer Besucherstollen „Scholmzeche“
  - Südharzer Eisenhüttenmuseum
- Bad Münder, Landkreis Hameln-Pyrmont
  - Museum Bad Münder
- Bad Nenndorf, Landkreis Schaumburg
  - Agnes-Miegel-Haus
  - Trachtenpuppen-Museum
- Bad Pyrmont, Landkreis Hameln-Pyrmont
  - Museum im Schloss Bad Pyrmont
- Bad Rothenfelde, Landkreis Osnabrück
  - Dr.-Bauer-Heimatmuseum
- Bad Sachsa, Landkreis Göttingen
  - Grenzlandmuseum Bad Sachsa
  - NatUrzeitmuseum Bad Sachsa
  - Wintersport- und Heimatmuseum Bad Sachsa
  - Glasmuseum Steina
- Bad Salzdetfurth, Landkreis Hildesheim
  - Heimatmuseum
  - Heimatstube Wehrstedt
- Bad Zwischenahn, Landkreis Ammerland
  - Alte Pathologie Wehnen
  - Freilichtmuseum Ammerländer Bauernhaus
  - Ostdeutsche Heimatstube
- Badbergen/Grönloh, Landkreis Osnabrück
  - Pferdemuseum Artland auf Hof Brake
- Badenhausen, Landkreis Göttingen
  - Dorfmuseum
- Balje, Landkreis Stade
  - Natureum Niederelbe
- Bardowick, Landkreis Lüneburg
  - Gildehaus Bardowick
- Barsinghausen → Liste der Museen in der Region Hannover
- Barßel, Landkreis Cloppenburg
  - Moor- und Fehnmuseum
- Beckdorf, Landkreis Stade
  - Die Kranzbinder Beckdorf e. V.
- Bendestorf, Landkreis Harburg
  - Filmmuseum Bendestorf
- Berge, Landkreis Osnabrück
  - Museum im Kloster Berge
  - MeyerHaus Museum-Berge
- Bergen, Landkreis Celle
  - Afrika-Museum Sülze
  - Heimatmuseum Römstedthaus
- Bersenbrück, Landkreis Osnabrück
  - Museum des Landkreises Osnabrück
- Bevern, Landkreis Holzminden
  - Heimatmuseum
  - Weserrenaissance-Schloss Bevern
- Bispingen, Landkreis Heidekreis
  - Heidemuseum Dat Ole Hus
  - Iserhatsche
- Bissendorf, Landkreis Osnabrück
  - Heimatmuseum Bissendorf
- Bleckede, Landkreis Lüneburg
  - ElbSchloss Bleckede
- Bliedersdorf, Landkreis Stade
  - Heimatstube Bliedersdorf
- Bockenem, Landkreis Hildesheim
  - Turmuhren- und Heimatmuseum
- Bodenfelde, Landkreis Northeim
  - Heimatmuseum Bodenfelde
  - Jagdschloss Nienover
- Bodenwerder, Landkreis Holzminden
  - Heimatmuseum Bodenwerder
  - Münchhausen-Museum in der Schulenburg
- Boffzen, Landkreis Holzminden
  - Glasmuseum Boffzen
- Borkum, Landkreis Leer
  - Heimatmuseum Borkum
- Bovenden, Landkreis Göttingen
  - Ortsgeschichtliche Sammlung
- Brake, Landkreis Wesermarsch
  - Schiffahrtsmuseum
- Bramsche, Landkreis Osnabrück
  - Tuchmacher-Museum
  - Museum + Park Varusschlacht im Osnabrücker Land
- Braunlage, Landkreis Goslar
  - Heimat- und FIS-Skimuseum[7]
- Braunschweig
  - Museum Altstadtrathaus (Zweigstelle des Städtischen Museums mit Dauerausstellung zur „Geschichte der Stadt Braunschweig“)
  - BLM Ausstellungszentrum Hinter Aegidien, Jüdisches Museum
  - Braunschweigische Landschaft e. V.
  - Braunschweigisches Landesmuseum (BLM)
  - Gedenkstätte KZ-Außenlager Braunschweig Schillstraße
  - Gerstäcker-Museum (Friedrich-Gerstäcker-Gedächtnisstätte)
  - Kunstverein Braunschweig im Haus Salve Hospes
  - Herzog Anton Ulrich-Museum
  - Staatliches Naturhistorisches Museum Braunschweig
  - Landtechnik-Museum Gut Steinhof
  - Museum für Photographie
  - Privatmuseum mechanischer Musikinstrumente
  - Raabe-Haus
  - Schlossmuseum Braunschweig
  - Städtisches Museum Braunschweig
  - Braunschweiger ZeitSchiene
  - Zisterziensermuseum Riddagshausen
  - Arzneipflanzengarten
  - Botanisches Institut und Botanischer Garten
  - Dominikanerkloster
  - Mineralien-Kabinett, Mineralogisch-petrographisches Museum
  - Kunsthalle im ARTmax
  - Braunschweigische Landes-Museumseisenbahn
  - BBK Braunschweig
- Bremervörde, Landkreis Rotenburg (Wümme)
  - Bachmann-Museum
- Brest, Landkreis Stade
  - Museumsscheune Reith
- Brillit, Landkreis Rotenburg (Wümme)
  - Kartoffelmuseum
- Brome, Landkreis Gifhorn
  - Museum Burg Brome
- Bruchhausen-Vilsen, Landkreis Diepholz
  - Museums-Eisenbahn Bruchhausen-Vilsen
- Buchholz in der Nordheide, Landkreis Harburg
  - Museumsdorf Seppensen
- Burgdorf → Liste der Museen in der Region Hannover
- Butjadingen, Landkreis Wesermarsch
  - Museum Nordseehaus Fedderwardersiel
- Buxtehude, Landkreis Stade
  - Buxtehude-Museum für Regionalgeschichte und Kunst[8]
- Bückeburg, Landkreis Schaumburg
  - Hubschraubermuseum
  - Landesmuseum für Schaumburg-Lippische Geschichte
  - Museum Schloss Bückeburg
  - Museum der Fürstlichen Hofreitschule Bückeburg
- Büddenstedt, Landkreis Helmstedt
  - Heimatmuseum Büddenstedt

## C
- Cadenberge, Landkreis Cuxhaven
  - Museum im Taubenhaus
- Carolinensiel, Landkreis Wittmund
  - Deutsches Sielhafenmuseum
- Celle, Landkreis Celle
  - 24-Stunden-Kunstmuseum Celle
  - Bomann-Museum
  - Deutsches Stickmuster-Museum Celle (seit Ende Februar 2013 geschlossen)
  - Celler Garnison-Museum
  - Kunstmuseum Celle
  - Marienwerder Zimmer
  - Otto-Haesler-Dokumentationszentrum
  - Schützenmuseum
  - Synagoge
  - Zarah-Leander-Museum

- Clausthal-Zellerfeld, Landkreis Goslar
  - Geosammlung der TU Clausthal
  - Oberharzer Bergwerksmuseum
  - Sammlung allgemeine und historische Geologie
  - Ottiliaeschacht
- Clenze, Landkreis Lüchow-Dannenberg
  - Museum Clenze – Das blaue Haus
- Cloppenburg, Landkreis Cloppenburg
  - Museumsdorf Cloppenburg
- Coppenbrügge, Landkreis Hameln-Pyrmont
  - Burgmuseum Coppenbrügge

- Cuxhaven, Landkreis Cuxhaven
  - Windstärke 10 – Wrack- und Fischereimuseum Cuxhaven
  - Fort Kugelbake
  - Hapag-Hallen
  - Joachim-Ringelnatz-Museum
  -  Museumsschiff „Elbe 1“
  - Schloss Ritzebüttel
  - Schneidemühler Heimatstuben
  - Stadtmuseum Cuxhaven

## D
- Dahlenburg, Landkreis Lüneburg
  - Heimatmuseum Dahlenburg
- Damme, Landkreis Vechta
  - Stadtmuseum Damme
- Dannenberg, Landkreis Lüchow-Dannenberg
  - Heimatmuseum im Waldemarturm
  - Historisches Feuerwehrmuseum
- Dassel, Landkreis Northeim
  - Blankschmiede Neimke
  - Museum Grafschaft Dassel
- Debstedt, Landkreis Cuxhaven
  - Heimatmuseum Debstedt
- Dedelstorf, Landkreis Gifhorn
  - Jagdmuseum Wulff
- Deinste, Landkreis Stade
  - Kleinbahn Deinste
- Delligsen, Landkreis Holzminden
  - Dorfmuseum Delligsen
  - Glasmuseum
- Delmenhorst
  - Historische Kleinbahn „Jan Harpstedt“
  - Fabrikmuseum Nordwolle
  - Museumsmühle Hasbergen
  - Stadtmuseum
  - Haus Coburg | Städtische Galerie Delmenhorst
- Derneburg, Landkreis Hildesheim
  - Kunstmuseum Schloss Derneburg
- Detern, Landkreis Leer
  - Museum Burg Stickhausen
- Diekholzen, Landkreis Hildesheim
  - Almetalbahn Almstedt-Segeste
- Diepholz, Landkreis Diepholz
  - Heimatmuseum Aschen
  - Schlossturmmuseum Diepholz
  - Technikmuseum Diepholz-Heede[9]
- Dissen am Teutoburger Wald, Landkreis Osnabrück
- Dornum, Landkreis Aurich
  - Gedenkstätte Synagoge Dornum
  - Oma-Freese-Huus
  - Zwei-Siele-Museum in Dornumersiel
- Dorum, Landkreis Cuxhaven
  - Niedersächsisches Deichmuseum
- Drochtersen, Landkreis Stade
  - Heimatstube Drochtersen-Assel
  - Heimathof Hüll
- Duderstadt, Landkreis Göttingen
  - Hackethal-Haus
  - Heimatmuseum Duderstadt
- Duingen, Landkreis Hildesheim
  - Töpfermuseum Duingen

## E
- Ebergötzen, Landkreis Göttingen
  - Wilhelm-Busch-Mühle
  - Europäisches Brotmuseum
- Ebstorf, Landkreis Uelzen
  - Kloster Ebstorf
- Edewecht, Landkreis Ammerland
  - Micro Hall Art Center
  - Freilichtmuseum
- Eime, Landkreis Hildesheim
  - Heimatstube Eime
- Einbeck, Landkreis Northeim
  - PS.SPEICHER
  - Stadtmuseum Einbeck mit Fahrrad-Museum
  - Heimatmuseum Salzderhelden im Bahnhof
  - Heimatmuseum Greene
- Eldingen, Landkreis Celle
  - Arno-Schmidt-Museum, Bargfeld
- Elze, Landkreis Hildesheim
  - Heimatmuseum Elze
- Emden → Liste der Museen in Emden
  - Bunkermuseum Emden
  - Johannes a Lasco Bibliothek
  - Kunsthalle Emden
  - Feuerschiff Amrumbank / Deutsche Bucht
  - Museumslogger Stadt Emden
  - Seenot-Rettungskreuzer Georg Breusing
  - Ostfriesisches Landesmuseum Emden und Emder Rüstkammer
  - Pelzerhäuser Emden
  - Dat Otto-Huus
  - Gelände van Calcar
- Emmerthal, Landkreis Hameln-Pyrmont
  - Schloss Hämelschenburg
  - Museum für Landtechnik und Landarbeit, Börry
  - Kunstatelier & Malschule Alte Wassermühle
- Emsbüren, Landkreis Emsland
  - Heimathof Emsbüren
  - Freilichtmuseum
- Eschershausen, Landkreis Holzminden
  - Wilhelm-Raabe-Gedenkstätte
- Esens, Landkreis Wittmund
  - August-Gottschalk-Haus
  - Holarium, 3-D-Museum
  - Bernstein-Haus
  - Museum „Leben am Meer“
  - Turmmuseum St. Magnus

## F
- Faßberg, Landkreis Celle
  - Erinnerungsstätte Luftbrücke
- Fischerhude, Landkreis Verden
  - Otto Modersohn Museum
- Freden, Landkreis Hildesheim
  - Alt-Freden-Sammlung
- Frelsdorf, Landkreis Cuxhaven
  - Freilichtmuseum Frelsdorfer Brink
- Friedeburg, Landkreis Wittmund
  - Heimatkundliches Museum
- Friedland, Landkreis Göttingen
  - Museum Friedland
- Fürstenberg, Landkreis Holzminden
  - Museum Schloss Fürstenberg

## G
- Garbsen → Liste der Museen in der Region Hannover
- Gartow, Landkreis Lüchow-Dannenberg
  - Westwendischer Kunstverein
- Geeste, Landkreis Emsland
  - Emsland Moormuseum Geeste im Ortsteil Groß Hesepe
- Gehrden → Liste der Museen in der Region Hannover
- Georgsmarienhütte, Landkreis Osnabrück
  - Museum Villa Stahmer
  - Arbeitserziehungslager Ohrbeck
- Gevensleben, Landkreis Helmstedt
  - Heeseberg-Museum
- Geversdorf, Landkreis Cuxhaven
  - Heimatmuseum Geversdorf
- Gieboldehausen, Landkreis Göttingen
  - Museum Burg Gieboldehausen
- Giesen, Landkreis Hildesheim
  - Heimatmuseum Giesen
  - Heimatmuseum Ahrbergen
- Gifhorn, Landkreis Gifhorn
  - Backhausmuseum Gifhorn
  - Galerie des Kunstvereins Gifhorn
  - Historisches Museum
  - Internationales Mühlenmuseum Gifhorn
  - Kavalierhaus Gifhorn
- Gittelde, Landkreis Göttingen
  - Heimatstube Gittelde
- Glandorf, Landkreis Osnabrück
  - Museum für historische Landtechnik
- Gleichen, Landkreis Göttingen
  - Historische Spinnerei Gartetal
- Gleidingen → Liste der Museen in der Region Hannover
- Gnarrenburg, Landkreis Rotenburg (Wümme)
  - Glasmuseum
  - Kartoffelmuseum
  - Historischer Moorhof Augustendorf
- Goldenstedt, Landkreis Vechta
  - Bredemeyers Hof
- Goslar, Landkreis Goslar
  - Bergbaumuseum Rammelsberg
  - Goslarer Museum
  - Kaiserpfalz Goslar
  - Mönchehaus Museum
  - Museum im Zwinger
  - Musikinstrumente-Museum
  - Puppen-Museum Goslar
  - Siemens-Familienstammhaus
  - Zinnfiguren-Museum
  - Brunnenmuseum
- Grasberg, Landkreis Osterholz
  - Moormuseum
- Gronau, Landkreis Hildesheim
  - Museum und Archiv der Stadt Gronau
- Großefehn, Landkreis Aurich
  - Fehnmuseum Eiland
- Großheide, Landkreis Aurich
  - Wald- und Moormuseum
- Grünenplan, Landkreis Holzminden
  - Erich-Mäder-Glasmuseum
  - Glasmacherhaus
- Göhrde, Landkreis Lüchow-Dannenberg
  - Waldmuseum Göhrde
- Göttingen, Landkreis Göttingen
  - Alter Botanischer Garten
  - Anthropologische Sammlung
  - Biodiversitätsmuseum Göttingen
  - Bismarckhäuschen
  - Forum Wissen
  - Galerie des Kunstvereins
  - Künstlerhaus
  - Kunstsammlung der Universität Göttingen
  - Musikinstrumentensammlung
  - Niedersächsische Staats- und Universitätsbibliothek
  - Paulinerkirche
  - Ethnologische Sammlung der Universität Göttingen
  - Sammlungen des Archäologischen Instituts
  - Städtische Galerie Altes Rathaus
  - Städtisches Museum Göttingen
  - Forstbotanischer Garten und Arboretum
  - Institut und Museum
  - Museum der Göttinger Chemie
  - Experimenteller Botanischer Garten der Georg-August-Universität Göttingen
  - Museum am Thie
  - Computer Cabinett
  - Der Göttinger Karzer
  - Historische Sammlung zur Geburtsmedizin
  - Stadtarchiv

## H
- Hagen, Landkreis Osnabrück
  - Heimatmuseum im Alten Pfarrhaus
- Hagen, Landkreis Cuxhaven
  - Burg zu Hagen
- Hambergen, Landkreis Osterholz
  - Museumsanlage Moorkate
- Hambühren, Landkreis Celle
  - Äthiopische Kulturstätte
- Hameln, Landkreis Hameln-Pyrmont
  - Museum Hameln
  - Kunstkreis Hameln
  - Dorfmuseum Tündern
- Handeloh, Landkreis Harburg
  - Naturkundliches Museum
- Hankensbüttel, Landkreis Gifhorn
  - Klosterhofmuseum Isenhagen
  - Kloster Isenhagen
- Hann. Münden, Landkreis Göttingen
  - Städtisches Museum im Welfenschloss Münden
- Hannover → Liste der Museen in der Region Hannover
- Hardegsen, Landkreis Northeim
  - Ellermeiers Burgmannshof
- Haren, Landkreis Emsland
  - Schifffahrtsmuseum Haren
  - Mühlenmuseum Haren (Ems)
- Harsefeld, Landkreis Stade
  - Museum Harsefeld
  - WUMAG Buxtehude-Harsefeld
- Harsum, Landkreis Hildesheim
  - Gemeinde-Heimatmuseum Harsum
- Hasbergen, Landkreis Osnabrück
  - Museum Geozentrum Hüggel im Natur- und Geopark TERRA.vita
- Haselünne, Landkreis Emsland
  - Brennereimuseum Haselünne
  - Freilicht- und Heimatmuseum
  - Hasetal-Express
- Hatten, Landkreis Oldenburg
  - Rathaus Kirchhatten
- Heeslingen, Landkreis Rotenburg (Wümme)
  - Börde-Heimatmuseum Heeslingen
- Heinsen, Landkreis Holzminden
  - Heimat- und Schifffahrtsmuseum
- Helmstedt, Landkreis Helmstedt
  - Ehemalige Universitätsbibliothek im Juleum
  - Förderkreis Bildende Kunst
  - Kreis- und Universitätsmuseum Helmstedt
  - Städtische Galerie Helmstedt
  - Zonengrenzmuseum
  - Museumshof Emmerstedt
- Hemmoor, Landkreis Cuxhaven
  - Freilichtmuseum Hemmoor Zement
  - Haus Hemmoorer Geschichte
- Hermannsburg, Landkreis Celle
  - Heimatgeschichtliche Sammlung
  - Ludwig Harms Haus
- Herzberg, Landkreis Göttingen
  - Museum im Welfenschloss
- Hessisch Oldendorf, Landkreis Hameln-Pyrmont
  - Stift Fischbeck
- Hildesheim, Landkreis Hildesheim
  - Dommuseum Hildesheim
  - Kehrwieder Turm
  - Neisser Heimatmuseum
  - Roemer- und Pelizaeus-Museum Hildesheim
  - Stadtmuseum
  - Irmtrauts Puppenstübchen
  - Computer Culture Museum
  - Kunstverein Hildesheim
  - Galerie im Kehrwieder Turm
  - Hornemann Institut
  - Hildesheimer Dampfzug
- Hilter, Landkreis Osnabrück
  - Borgloher Heimatmuseum
- Himmelpforten, Landkreis Stade
  - Heimatmuseum Himmelpforten
- Hittfeld, Landkreis Harburg
  - Telefonmuseum Hittfelder Bahnhof
- Hitzacker, Landkreis Lüchow-Dannenberg
  - Archäologisches Zentrum Hitzacker
  - Das Alte Zollhaus
- Höckelheim
  - Heimatmuseum
- Hohenhameln, Landkreis Peine
  - Heimatstube Hohenhameln
- Holle, Landkreis Hildesheim
  - Holler Heimatmuseum
- Hollen, Landkreis Cuxhaven
  - Jan vom Moor und Klappstau, Hollen-Heise
  - Schulmuseum Hollen-Heise
- Holzminden, Landkreis Holzminden
  - Stadtmuseum
  - Waldmuseum im Wildpark Neuhaus
  - Puppen- und Spielzeugmuseum
- Hooksiel, Landkreis Friesland
  - Internationales Muschelmuseum
  - Künstlerhaus Hooksiel
- Hornburg, Landkreis Wolfenbüttel
  - Heimatmuseum
- Horneburg, Landkreis Stade
  - Handwerksmuseum
- Hoya, Landkreis Nienburg/Weser
  - Heimatmuseum Grafschaft Hoya
  - Druckereimuseum Hoya
- Hude, Landkreis Oldenburg
  - Museum Kloster Hude
  - Vielstedter Bauernhaus
- Höhbeck, Landkreis Lüchow-Dannenberg
  - Heimatmuseum Vietze

## I
- Ilsede, Landkreis Peine
  - Heimatstube Münstedt
- Isernhagen → Liste der Museen in der Region Hannover

## J
- Jesteburg, Landkreis Harburg
  - Jesteburger Puppenstube
  - Kunststätte Bossard
- Jever, Landkreis Friesland
  - Feuerwehr-Museum
  - Schlossmuseum
  - Blaudruckerei
  - Landwirtschaftsmuseum Schlachtmühle
- Jork, Landkreis Stade
  - Heimatmuseum und Galerie „Neue Diele“
  - Museum Altes Land
- Juist, Landkreis Aurich
  - Küstenmuseum Juist

## K
- Königslutter, Landkreis Helmstedt
  - FEMO Freilicht- und Erlebnismuseum Ostfalen e. V.
  - Kaiserdom-Museum
  - Museum mechanischer Musikinstrumente
  - Otto-Klages-Sammlung
- Kreiensen, Landkreis Northeim
  - Heimatmuseum Greene
- Krummhörn, Landkreis Aurich
  - Ostfriesisches Freilichtmuseum Manningaburg
- Kutenholz, Landkreis Stade
  - Heimatdiele Kutenholz
  - Heimothus op de Heidloh
- Küsten, Landkreis Lüchow-Dannenberg
  - Rundlingsmuseum Wendlandhof

## L
- Laatzen → Liste der Museen in der Region Hannover
- Lamspringe, Landkreis Hildesheim
  - Heimatmuseum Lamspringe
- Lamstedt, Landkreis Cuxhaven
  - Börde-Museum Lamstedt
  - Norddeutsches Radiomuseum Lamstedt
- Langelsheim, Landkreis Goslar
  - Heimatmuseum Langelsheim
- Langenhagen → Liste der Museen in der Region Hannover
- Langeoog, Landkreis Wittmund
  - Schifffahrtsmuseum
- Langlingen, Landkreis Celle
  - Dorfmuseum Langlingen
- Lauenau, Landkreis Schaumburg
  - Heimatmuseum Lauenau
- Lautenthal, Landkreis Goslar
  - Niedersächsisches Bergbaumuseum historische Silbergrube Grube Lautenthals Glück
  - Brauhausmuseum
  - Heimatstube
- Leer, Landkreis Leer
  - Haus Samson
  - Heimatmuseum Leer
  - Klottje-Hus
- Lehrte → Liste der Museen in der Region Hannover
- Lembruch, Landkreis Diepholz
  - Dümmer-Museum
- Lilienthal, Landkreis Osterholz
  - Elefantenmuseum Lilienthal
  - Heimatmuseum Lilienthal
  - Schulmuseum Lilienthal
  - Niedersächsisches Kutschenmuseum
  - Hofanlage Lilienhof
- Lingen, Landkreis Emsland
  - Emslandmuseum
  - Kunststoff-Additiv-Museum
  - Theatermuseum für junge Menschen
  - Kunsthalle Lingen
  - Gedenkort Jüdische Schule
- Lohheide, Landkreis Celle
  - Gedenkstätte Bergen-Belsen
- Lohne, Landkreis Vechta
  - Industriemuseum Lohne
- Lutter am Barenberge, Landkreis Goslar
  - Heimatmuseum Lutter
- Lüchow, Landkreis Lüchow-Dannenberg
  - Amtsturm-Museum
  - Stones Fan Museum
- Lüneburg, Landkreis Lüneburg
  - Kunstraum der Leuphana Universität Lüneburg
  - Deutsches Salzmuseum
  - Historisches Rathaus
  - Museum für das Fürstentum Lüneburg
  - Naturmuseum
  - Brauereimuseum Lüneburg
  - Ostpreußisches Landesmuseum
  - Museumseisenbahn Heide-Express
  - Museum Kloster Lüne
  - Halle für Kunst Lüneburg e. V.

## M
- Marienhafe, Landkreis Aurich
  - Kirchenmuseum Marienhafe
- Marxen, Landkreis Harburg
  - Feuerwehrmuseum Marxen
- Mechtshausen, Landkreis Goslar
  - Wilhelm-Busch-Sterbehaus
- Melle, Landkreis Osnabrück
  - Automuseum Melle
  - Grönegau-Museum
  - Traktoren und historische Landmaschinen Grönegau-Buer e. V.
- Meppen, Landkreis Emsland
  - Ausstellungszentrum für die Archäologie des Emslandes
  - Kunstzentrum Koppelschleuse
  - Stadtmuseum Meppen
- Moisburg, Landkreis Harburg
  - Mühlenmuseum Moisburg
- Moringen, Landkreis Northeim
  - Heimatmuseum Moringen
- Munster, Landkreis Heidekreis
  - Deutsches Panzermuseum Munster

## N
- Neuenhaus, Landkreis Grafschaft Bentheim
  - Kunstverein Grafschaft Bentheim
- Neuenkirchen, Landkreis Heidekreis
  - Kunstverein Springhornhof
- Neuenwalde, Landkreis Cuxhaven
  - Heimatmuseum Neuenwalde
- Neuharlingersiel, Landkreis Wittmund
  - Buddelschiff-Museum
- Neuhaus, Landkreis Lüneburg
  - Heimatmuseum Neuhaus
- Neustadt am Rübenberge → Liste der Museen in der Region Hannover
- Nienburg/Weser, Landkreis Nienburg/Weser
  - Museum Nienburg
  - Niedersächsisches Spargelmuseum
  - Polizeimuseum Niedersachsen
- Nienhagen, Landkreis Celle
  - Heimatmuseum Nienhagen
- Norden, Landkreis Aurich
  - Uhrenmuseum
  - Heimatmuseum Norden
  - Küstenbahn Ostfriesland
  - Muschel- und Schneckenmuseum
  - Stadtgalerie Norden
  - Ostfriesisches Teemuseum
- Nordenham, Landkreis Wesermarsch
  - Museum Moorseer Mühle
  - Museum Nordenham
- Norderney, Landkreis Aurich
  - Fischerhaus-Museum
- Nordhorn, Landkreis Grafschaft Bentheim
  - Stadtmuseum Nordhorn (Povelturm, Alte Weberei und NINO-Hochbau)
  - Kunstwegen – offenes Museum, der Vechte folgen
  - Raumsichten – offenes Museum
  - Städtische Galerie Nordhorn
  - Vechtehof, Museumsbauernhof im Tierpark Nordhorn
  - Schifffahrts-Museum
- Nordstemmen, Landkreis Hildesheim
  - Heimatstube Groß Escherde
  - Heimatstube Klein Escherde
- Northeim, Landkreis Northeim
  - Museum der Stadt Northeim
- Nortrup, Landkreis Osnabrück
  - Kutschenmuseum, Privatmuseum Familie Gartmann

## O
- Obernfeld, Landkreis Göttingen
  - Heimatmuseum Obernfeld
- Obernkirchen, Landkreis Schaumburg
  - Berg- und Stadtmuseum
- Odisheim, Landkreis Cuxhaven
  - Heimatstube Odisheim
- Oldenburg
  - Landesmuseum für Natur und Mensch
  - Stadtmuseum
  - Horst-Janssen-Museum
  - Botanischer Garten
  - Landesmuseum für Kunst und Kulturgeschichte (Augusteum, Prinzenpalais, Schloss Oldenburg)
  - Oldenburger Kunstverein
  - Oldenburger Computer-Museum
- Osnabrück → Liste der Museen in Osnabrück
- Ostercappeln-Venne, Landkreis Osnabrück
  - Dorfmuseum „Venner Mühle“
- Osten, Landkreis Cuxhaven
  - Museum Alte Rektoratsschule
  - Buddelmuseum Osten
- Osterholz-Scharmbeck, Landkreis Osterholz
  - Galerie des Kunstvereins
  - Heimatmuseum
  - Museum für Schifffahrt und Torfabbau
  - Norddeutsches Vogelmuseum
- Osterode am Harz, Landkreis Göttingen
  - Museum im Ritterhaus
- Otterndorf, Landkreis Cuxhaven
  - Kranichhaus
  - Museum gegenstandsfreier Kunst
  - Torhaus Otterndorf
- Ottersberg, Landkreis Verden
  - Stiftung Heimathaus Irmintraut
  - Otto-Modersohn-Museum
- Ovelgönne, Landkreis Wesermarsch
  - Handwerksmuseum Ovelgönne

## P
- Papenburg, Landkreis Emsland
  - Ausstellungszentrum Papenburg
  - Dokumentations- und Informationszentrum Emslandlager
  - Emslandmuseum
  - Heimathaus Aschendorf
  - Heimatmuseum Papenburg
  - Von-Velen-Museum Papenburg
  - Zeitspeicher
- Pattensen → Liste der Museen in der Region Hannover
- Peine, Landkreis Peine
  - Kreismuseum Peine
  -  Rausch Schokoland

## Q
- Quakenbrück, Landkreis Osnabrück
  - Stadtmuseum Quakenbrück
  - Burgmannshof

## R
- Rastede, Landkreis Ammerland
  - Palais Rastede
- Rehburg-Loccum, Landkreis Nienburg/Weser
  - Dinosaurier-Freilichtmuseum
- Rhauderfehn, Landkreis Leer
  - Fehn- und Schiffahrtsmuseum
- Rhede, Landkreis Emsland
  - Landwirtschaftsmuseum Rhede
- Rinteln, Landkreis Schaumburg
  - Die Eulenburg
  - Heimatstube Exten
  - Erlebniswelt steinzeichen steinbergen
- Rodenberg, Landkreis Schaumburg
  - Heimatmuseum Rodenberg
- Rodewald, Landkreis Nienburg/Weser
  - Heimatmuseum Rodewald
- Ronnenberg → Liste der Museen in der Region Hannover
- Rosengarten-Ehestorf, Landkreis Harburg
  - Freilichtmuseum am Kiekeberg
- Rotenburg, Landkreis Rotenburg (Wümme)
  - Böttcherei-Museum
  - Cohn-Scheune (jüdisches Museum)
  - Heimatmuseum
  - Kaffeemühlenmuseum
  - Kunstturm
  - Museum am Mutterhaus
  - Rudolf-Schäfer-Haus
  - Sparkassenmuseum
  - Wassermühle Stuckenborstel

## S
- Salzbergen, Landkreis Emsland
  - Feuerwehrmuseum Salzbergen
- Salzgitter
  - Deutsches Sandmuseum
  - Städtisches Museum Schloss Salder
  - Werksmuseum Linke-Hofmann-Busch
  - VW-Bus-Museum
  - Warnetalbahn Börßum–Salzgitter-Bad
  - Kleine Galerie im Tillyhaus
  - Städtische Kunstsammlungen Schloss Salder
- Salzhemmendorf, Landkreis Hameln-Pyrmont
  - Orts- und Bergbaumuseum
- Sande, Landkreis Friesland
  - Heimatmuseum Neustadt Gödens
- Sandkrug, Landkreis Oldenburg
  - Druckereimuseum Sandkrug
- Sandstedt, Landkreis Cuxhaven
  - Hermann-Allmers-Haus
- Sankt Andreasberg, Landkreis Goslar
  - Grube Catharina Neufang
  - Grube Unverhofftes Glück
  - Harzer-Roller-Kanarienvogelmuseum
  - Historisches Silberbergwerk Grube Samson
  - Lehrbergwerk Grube Roter Bär
  - Nationalparkhaus Sankt Andreasberg
- Sarstedt, Landkreis Hildesheim
  - Sarstedter Heimatmuseum
- Scheeßel, Landkreis Rotenburg (Wümme)
  - Heimatmuseum Scheeßel
  - Freilichtmuseum Scheeßel
- Schellerten, Landkreis Hildesheim
  - Heimatstube Wendhausen
- Schladen, Landkreis Wolfenbüttel
  - Heimathaus Alte Mühle
- Schnackenburg, Landkreis Lüchow-Dannenberg
  - Grenzlandmuseum
- Schnega, Landkreis Lüchow-Dannenberg
  - Grenzlandmuseum Swinmark
- Schneverdingen, Landkreis Heidekreis
  - Heimathaus „de Theeshof“
- Schortens, Landkreis Friesland
  - Heimathaus Schortens
- Schöningen, Landkreis Helmstedt
  - Heimatmuseum Schöningen
  - Forschungsmuseum Schöningen
  - Seilereimuseum
- Schöppenstedt, Landkreis Wolfenbüttel
  - Eulenspiegel-Museum
- Schwanewede, Landkreis Osterholz
  - Baracke 27
  - Beckedorfer Schmiedemuseum
  - Dokumentations- und Lernort Baracke Wilhelmine
- Seeburg, Landkreis Göttingen
  - Vogelmuseum
- Seelze → Liste der Museen in der Region Hannover
- Seesen, Landkreis Goslar
  - Heimatmuseum Rhüden
  - Städtisches Museum Seesen
  - Wilhelm-Busch-Gedenkstätte
- Sehnde → Liste der Museen in der Region Hannover
- Selsingen, Landkreis Rotenburg (Wümme)
  - Heimathaus Greven Worth
- Sittensen, Landkreis Rotenburg (Wümme)
  - Alga
  - Handwerkermuseum
- Soltau, Landkreis Heidekreis
  - Ameisenbär in der Lüneburger Heide
  - Felto – Filzwelt Soltau
  - Museum Soltau
  - Soltauer Salzmuseum
  - Spielzeugmuseum Soltau
- Spiekeroog, Landkreis Wittmund
  - Inselmuseum Spiekeroog
  - Museumspferdebahn auf Spiekeroog
  - Kurioses Muschel-Museum
- Springe → Liste der Museen in der Region Hannover
- Stade, Landkreis Stade
  - Freilichtmuseum Stade
  - Baumhaus-Museum
  - Heimatmuseum Stade
  - Kunsthaus Stade
  - Patenschaftsmuseum
  - Schwedenspeicher-Museum
  - Technik- und Verkehrsmuseum
- Stadthagen, Landkreis Schaumburg
  - Museum Amtspforte
- Stadtoldendorf, Landkreis Holzminden
  - Stadtmuseum
- Steinhorst, Landkreis Gifhorn
  - Schulmuseum Steinhorst
- Steinhude → Liste der Museen in der Region Hannover
- Suderburg-Hösseringen, Landkreis Uelzen

  - Museumsdorf Hösseringen
- Suhlendorf, Landkreis Uelzen
  - Handwerksmuseum am Mühlenberg
- Sulingen, Landkreis Diepholz
  - Museum am Stadtsee
- Surwold, Landkreis Emsland
  - Waldmuseum Surwold
- Südbrookmerland, Landkreis Aurich
  - Dörpmuseum
  - Moormuseum Moordorf
- Syke, Landkreis Diepholz
  - Kreismuseum in Syke
  - Henstedter Dorfmuseum
- Sögel, Landkreis Emsland
  - Emslandmuseum
  - Schücking-Museum
- Söhlde, Landkreis Hildesheim
  - Heimatmuseum Hoheneggelsen

## T
- Tarmstedt, Landkreis Rotenburg (Wümme)
  - Heimatstube im „Spieker Anno 1754“
- Twist, Landkreis Emsland
  - Erdölmuseum Twist
- Twistringen, Landkreis Diepholz
  - Museum der Strohverarbeitung

## U
- Uelsen, Landkreis Grafschaft Bentheim
  - Freilichtmuseum Bronzezeithof
- Uelzen, Landkreis Uelzen
  - Schamuhn-Museum
  - Schloss Holdenstedt
  - Stadtarchäologie
- Uetze → Liste der Museen in der Region Hannover
- Unterlüß, Landkreis Celle
  - Albert-König-Museum
- Uslar, Landkreis Northeim
  - Museum Uslar
  - Kali-Bergbaumuseum Volpriehausen

## V
- Varel, Landkreis Friesland
  - Heimatmuseum Varel
  - Vareler Windmühle
  - Franz-Radziwill-Haus
  - Spijöök – Museum für Mythen und Seemannslegenden
- Vechelde, Landkreis Peine
  - Zeiträume Bodenstedt
- Vechta, Landkreis Vechta
  - Museum im Zeughaus
- Verden a.d. Aller, Landkreis Verden
  - Verdener Eisenbahn
  - Deutsches Pferdemuseum
  - Domherrenhaus. Historisches Museum Verden
- Vollbüttel, Landkreis Gifhorn
  - Kinomuseum

## W
- Walkenried, Landkreis Göttingen
  - Deutsches Gipsmuseum Walkenried
  - UNESCO-Welterbe-Infozentrum im Herrenhaus Walkenried
  - Ortsgeschichtliche Sammlung Walkenried
  - Zisterziensermuseum Kloster Walkenried
- Wallenhorst, Landkreis Osnabrück
  - Windmühle Lechtingen
- Walsrode, Landkreis Heidekreis
  - Deutsches Vogelbauermuseum
  - Handweberei-Museum
  - Heidemuseum Rischmannshof
  - Kloster Walsrode
  - Vogelpark Walsrode
- Wangerooge, Landkreis Friesland
  - Inselmuseum „Alter Leuchtturm“
- Wanna, Landkreis Cuxhaven
  - Heimatmuseum Wanna
- Wardenburg, Landkreis Oldenburg
  - Museum Alte Ziegelei Westerholt
- Wedemark → Liste der Museen in der Region Hannover
- Weener, Landkreis Leer
  - Heimatmuseum Reiderland
  - Organeum
- Wendeburg, Landkreis Peine
  - Braunschweigisches Landesmuseum, Abteilung Ur- und Frühgeschichte in der Neuen Kanzlei
- Wennerstorf bei Rade, Landkreis Harburg
  - Museumsbauernhof Wennerstorf
- Wennigsen (Deister) → Liste der Museen in der Region Hannover
- Westerstede, Landkreis Ammerland
  - MAS Museumseisenbahn Ammerland-Saterland e. V.
- Westoverledingen, Landkreis Leer
  - Mühlenmuseum Mitling-Mark
  - Ostfriesisches Schulmuseum e. V.
- Wieda, Landkreis Göttingen
  - Glas- und Hüttenmuseum Wieda[10]
- Wiedensahl, Landkreis Schaumburg
  - Museum im Alten Pfarrhaus
  - Wilhelm-Busch-Geburtshaus
  - Zollstockmuseum
- Wiefelstede, Landkreis Ammerland
  - Heimatmuseum Wiefelstede
- Wienhausen, Landkreis Celle
  - Kloster Wienhausen
- Wietmarschen, Landkreis Grafschaft Bentheim
  - Heimathaus Lohne
  - Packhaus, Heimathaus Wietmarschen
  - Stifts- und Wallfahrtsmuseum Wietmarschen
- Wietze, Landkreis Celle
  - Deutsches Erdölmuseum Wietze
  - Historische Waldschmiede
- Wietzendorf, Landkreis Heidekreis
  - Heimatstube Peetzhof
- Wildemann, Landkreis Goslar
  - 19-Lachter-Stollen
- Wildeshausen, Landkreis Oldenburg
  - Dampfkornbranntweinbrennereimuseum
  - Druckereimuseum
- Wilhelmshaven
  - Deutsches Marinemuseum
  - Kunsthalle Wilhelmshaven
  - Küstenmuseum Wilhelmshaven
  - UNESCO-Weltnaturerbe Wattenmeer Besucherzentrum[11]
- Wingst, Landkreis Cuxhaven
  - Waldmuseum Wingst
- Winnigstedt, Landkreis Wolfenbüttel
  - Gedenkstätte Grenze Mattierzoll
- Winsen (Aller), Landkreis Celle
  - Winser Museumshof
- Winsen (Luhe), Landkreis Harburg
  - Museum im Marstall
  - Museum im Schlossturm
- Wischhafen, Landkreis Stade
  - Kehdinger Küstenschiffahrts-Museum
- Wittmund, Landkreis Wittmund
  - Peldemühle
  - Robert von Zeppelin- und Fliegermuseum
- Wolfenbüttel, Landkreis Wolfenbüttel
  - Braunschweigisches Landesmuseum
  - Gedenkstätte in der JVA
  - Kunstverein Wolfenbüttel
  - Herzog August Bibliothek
  - Lessinghaus
  - Museum im Schloss Wolfenbüttel
- Wolfsburg → Liste der Museen in Wolfsburg
- Worpswede, Landkreis Osterholz
  - Barkenhoff-Stiftung
  - Forum für zeitgenössische Kunst
  - Galerie Altes Rathaus
  - Große Kunstschau Worpswede
  - Haus im Schluh
  - Kunsthandwerkmuseum „Käseglocke“
  - Ludwig-Roselius-Museum Worpswede für Frühgeschichte
  - Museum am Modersohn-Haus – Sammlung Bernhard Kaufmann
  - Torfschiffswerft-Museum Schlußdorf
  - Worpsweder Kunsthalle
  - Worpsweder Kunststiftung Friedrich Netzel
- Wremen, Landkreis Cuxhaven
  - Museum für Wattenfischerei
  - Kurioses Muschelmuseum Wremen
- Wunstorf → Liste der Museen in der Region Hannover
- Wurster Nordseeküste, Landkreis Cuxhaven
  - Aeronauticum
- Wustrow, Landkreis Lüchow-Dannenberg
  - Museum Wustrow

## Z
- Zetel, Landkreis Friesland
  - Nordwestdeutsches Schulmuseum
  - Heimatmuseum Schloss Neuenburg
- Zeven, Landkreis Rotenburg (Wümme)
  - Christinenhaus
  - Feuerwehrmuseum
  - Heimatdiele Zeven
  - Museum Kloster Zeven
  - Museumseisenbahn Wilstedt-Heeslingen,
- Zorge, Landkreis Göttingen
  - Heimatmuseum Zorge